# Krzysztof Korwin-Piotrowski
Krzysztof Korwin-Piotrowski (ur. 24 listopada 1968 w Dębicy) – polski reżyser i scenarzysta filmowy, dziennikarz, teatrolog i menedżer kultury.
Za Gliwickie lata Tadeusza Różewicza otrzymał drugą nagrodę na VI Polonijnym Festiwalu Multimedialnym „Polskie Ojczyzny 2011” w Częstochowie.

## Życiorys
Absolwent teatrologii (studia magisterskie) oraz zarządzania kulturą (studia podyplomowe) na Uniwersytecie Jagiellońskim. doktorantem na Wydziale „Artes Liberales” Uniwersytetu Warszawskiego.
W 1992 rozpoczął współpracę z Telewizją Polską, dla której stworzył ok. 400 audycji. Był scenarzystą i reżyserem widowisk telewizyjnych i filmów dokumentalnych o wybitnych Polakach: Z Gliwic do Paryża – Wojtek Pszoniak (TVP 2, około 20 emisji w 4 ogólnopolskich kanałach TVP), Warszawa Jana Nowaka-Jeziorańskiego (TVP 1), Czarownik z Janowa – Teofil Ociepka (TVP Polonia), Gliwickie lata Tadeusza Różewicza (TVP 2), 'Roland Topor' (TVP Kultura), Wenezuelska Polonia (TVP Polonia), Teatr Jerzego Moskala (TVP Katowice), Oskarowe kostiumy Barbary Ptak (TVP 2).
W latach 2001–2016 był kierownikiem artystycznym Gliwickiego Teatru Muzycznego. Autor scenariuszy spektakli: Mickiewicz, Anna Karenina wg Lwa Tołstoja, Wakacje Don Żuana na motywach Mieszczanina szlachcicem Moliera. Realizator (z Anną Siwczyk) widowisk muzycznych. Współautor (z Marcinem Herichem) scenariusza i inscenizacji widowiska plenerowego – produkcji festiwalowej Tsunami. Reżyser musicalu Janusza Kohuta Szczęśliwi ludzie w Bielskim Centrum Kultury. Współtwórca (z Anną Siwczyk) inscenizacji spektaklu Merlin, którego premiera do muzyki Jürgena Schmitta odbyła się w ramach Festiwalu Muzyki Współczesnej na scenie Theater Bibrastrasse w Würzburgu. Scenarzysta i reżyser widowisk muzycznych, realizowanych na różnych scenach w Polsce i wystawianych między innymi w Sali Kongresowej w Warszawie.
Był wykładowcą historii teatru i dramatu w Studium Aktorskim w Będzinie, przez pięć lat działał jako rzecznik prasowy i konsultant Górnośląskiego Festiwalu Ars Cameralis. Redagował programy do premier w śląskich teatrach. Od kilkunastu lat jest konferansjerem i komentatorem muzycznym. Prowadził koncerty m.in. w Sali Kongresowej w Warszawie. Współpracował z: Narodową Orkiestrą Symfoniczną Polskiego Radia w Katowicach, Kwartetem Śląskim, festiwalem Mikołowskie Dni Muzyki oraz Żorską Orkiestrą Rozrywkową Lothara Dziwoki.
W 2011 roku został uhonorowany przez Ministra Kultury i Dziedzictwa Narodowego Brązowym Medalem „Zasłużony Kulturze Gloria Artis” i otrzymał Nagrodę Prezydenta Miasta Gliwice w dziedzinie twórczości artystycznej za reżyserię filmów dokumentalnych o Tadeuszu Różewiczu i Wojciechu Pszoniaku. W 2015 roku wygrał plebiscyt Dziennika Zachodniego: Lider Roku 2014 w Gliwicach „za artystyczne propagowanie pamięci wybitnych gliwiczan, przedstawicieli świata kultury. W szczególności za zrealizowanie wyjątkowego koncertu Matka i Syn odchodzą, poświęconego pamięci Stefanii i Tadeusza Różewiczów”. Jego film Gliwickie lata Tadeusza Różewicza był prezentowany m.in. w TVP 2, TVP Kultura, TVP Polonia, w Stacji Naukowej Polskiej Akademii Nauk w Wiedniu, w Teatrze Studio am Salzufer w Berlinie, w Teatrze Dramatycznym w Warszawie (z okazji 50-lecia prapremiery Kartoteki) i na Uniwersytecie Alberty w Edmonton (Kanada).
Jest reżyserem megaprodukcji musicalowej Karol o Janie Pawle II (premiera w Tauron Arenie w Krakowie 25 lutego 2017 r.) i twórcą filmu dokumentalnego TVP Kinderlager Pogrzebin o tragicznych wojennych losach dzieci z obozu w Pogrzebieniu; w 2018 roku otrzymał za ten film wyróżnienie specjalne od jury konkursu Instytutu Pamięci Narodowej na Najlepszą Audycję Historyczną Roku. W latach 2018–2019 pracownik Działu Teatralno-Filmowego Muzeum Historii Katowic.

## Filmografia
- Warszawa Jana Nowaka-Jeziorańskiego (2007), scenariusz i reżyseria[5]
- Gliwickie lata Tadeusza Różewicza (2009), scenariusz i reżyseria[1]
- Z Gliwic do Paryża — Wojtek Pszoniak (2010), scenariusz i reżyseria[1]
- Oskarowe kostiumy Barbary Ptak (2011), scenariusz i reżyseria[1]
- Kinderlager Pogrzebin (2017), scenariusz (z Piotrem Kulisiem) i reżyseria[6]